# Shared Information Space

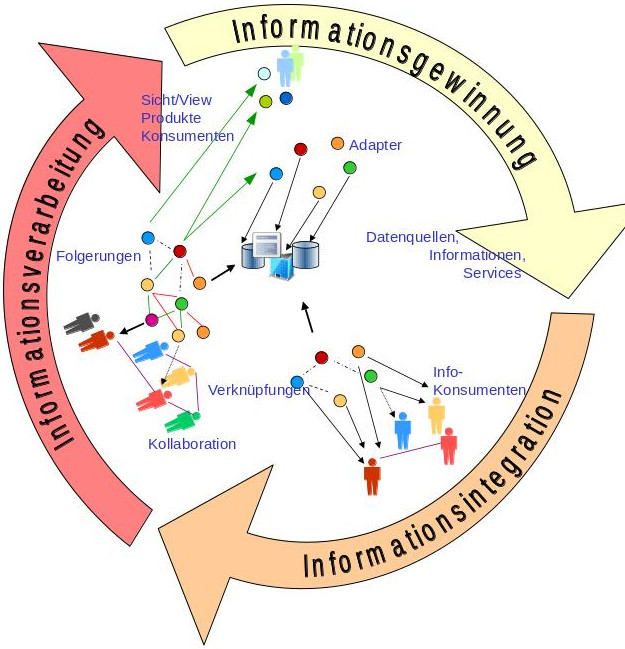
Die Informationsmanagementmethode erlaubt die dynamische Organisation im SIS und steuert die Verwendung der Information.

Der Shared Information Space (SIS) (deutsch: „Verteilter, virtueller Informationsraum“) beschreibt ein informationstechnisches Konzept aus Arbeitsmethode und IT-Werkzeug zum Erlangen eines organisationellen und persönlichen Informations- und Wissensvorsprungs. Dabei werden über eine vereinfachte, universelle Informationsmanagementmethode (siehe Abbildung rechts) Quellen und Informationen erschlossen, verknüpft, mit zeitgerechten Microservices und Web-Apps präsentabel aufbereitet und für die eigene, aktuelle Informiertheit und kooperative Entscheidungsfindung verwertet. Der Vorsprung entsteht durch den Kreislauf aus gemeinsamer Sicht auf vorhandene Information und sofortiger Verbreitung der aus Symbiose und Ergänzung entstehenden Neuinformation. Folgende Charakteristika prägen den SIS:
1. Eine Wissensbasis zusammenhängender, relevanter Informationen eines Individuums oder einer Gruppe[1] als „vernetzte“ Information (Daten und Metadaten im Beziehungsgeflecht mit Kontext und Semantik)[2]
2. Aktualität der Informationen (Aktualisieren, Verbessern, Fortschreiben mit Rational) zur gegenseitigen Informiertheit[3] (Awareness)
3. Individuelle Aufbereitung und Darstellung (Wiederverwendung von Inhalten)
4. Kooperation mehrerer Nutzer und Gruppen sowie Systeme (Workflows über Informationsflüsse)
5. Agilität (AdHoc Anpassungen und Apps durch Low-Code-Plattform)
6. Multidimensionalität über Semantiken und Modellbildung grundlegender Prinzipien

## Informationstechnischer Hintergrund

### Definition Shared Information Space nach Bannon/Schmidt
„Actors often cooperate at ‘arm’s length’, without direct communication and without necessarily knowing each other or knowing of each other, via a more or less shared information space, that is, a ‘space’ comprising data, personal beliefs, shared concepts, professional heuristics etc.“

### Historie

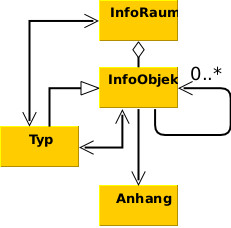
Semantisches Informationsnetz im SIS (UML)

Der SIS leitet sich, wie obige Definition unterstreicht, aus dem interdisziplinären Forschungsgebiet des „Computer Supported Cooperative Work“ (CSCW) der Informatik ab. CSCW wird als „konkrete Lösung (soziotechnisches System) zur Unterstützung von Zusammenarbeit (Primäraufgabe) in einer bestimmten Gruppe verstanden, die ein gemeinsames Ziel anstrebt.“ Erste Ansätze einer technischen Realisierung der Ursprungsidee zeigen „Groupware“-Produkte mit heute bereits weitgehenden Funktionalitäten. Zur Erfüllung des CSCW-Paradigmas einer auf die Gruppe individuell zugeschnittenen, sich anpassenden Lösung führt eine moderne SIS-Realisierung über die vernetzte Information (z. B. mittels Hypertext oder Graphentechnik) multidimensional alle Informationsbereiche gemäß der Definition individuell gestaltet zusammen. Ein Analogon findet sich bei Sozialen Medien, die gleichermaßen als Informationsnetze verstanden und technisch gleichermaßen umgesetzt werden (können). Im Gegensatz zu marktgängigen Lösungen verschiedener Anbieter, die die verknüpfte Information für ihre Gewinnerzielung verwerten, stellt ein SIS seinen Nutzern die Mehrwerte und Benefits unverfälscht und frei zur Verfügung.

## Anwendungen und Beispiele

### Zivile Anwendung
Die zunächst vorherrschenden Groupware-Lösungen führten Unternehmensinformationen und Planungsdaten zusammen und präsentierten dem Nutzer ein fest zusammenhängendes Informationsbild (Bsp.: Nextcloud-Portal mit Gruppenkalender, Kommunikation etc., Notes Portal mit Wissensdatenbanken u. a.). Kooperation entwickelte sich im Rahmen der Konfigurationsmöglichkeiten als Zusatzfunktion ansatzweise in Richtung CSCW weiter. Für die besonderen SIS-Merkmale Informationsnetze und AdHoc sind noch keine weitverbreiteten Lösungen bekannt, da im Sinne des CSCW immer eine individuelle Lösung für eine dezidierte Aufgabe und Gruppe vorausgesetzt wird. Jedoch erlauben Microservices und Web-Apps auf Low-Code-Plattformen solche Ansätze durchaus. Im Zuge verstärkter Unterstützung für Tele- und Heimarbeit werden auch kombinierte Bürokonzepte an Bedeutung gewinnen.

### Militärische Ansätze

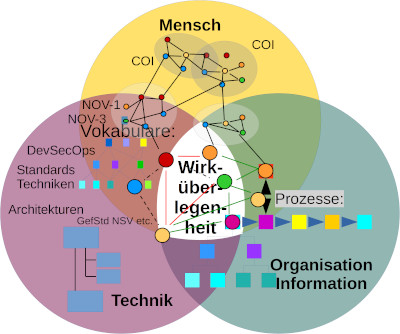
Das Informationsnetz organisiert die Information über alle Dimensionen des Informationsmanagements.

Der SIS stellt eine organisatorische und technische Umsetzung des Paradigmas der „Vernetzten Operationsführung“ (NetOpFü) dar. NetOpFü kann nicht durch rein technische Lösungen erreicht werden. Ähnlich dem Internet of Things erfordert es neben neuen Techniken insbesondere auch Methoden und Verfahren, um mit der Dynamik und dem Umfang „smart“ umzugehen. Daher ist der SIS im Militär nicht zu verwechseln mit dem Cyber- und Informationsraum (CIR), der als ein Organisationsbereich der Bundeswehr nur einen Teil der verteilten, vernetzten Informationsräume abdeckt. Das Global Information Grid (GIG) fokussiert insbesondere auf technische Realisierungen und vernachlässigt die essentiellen Aspekte der Führungskultur und des Informationsmanagement.

### Soziale Netze
Prinzipiell ist ein SIS auch für Soziale Medien eine interessante Basis, jedoch sind freie oder kommerzielle Angebote wenig verbreitet. Dass Anbieter kostenfreier Dienste auf der technischen Seite (Backend) eine solche Basis verwenden und für ihre Geschäftszwecke ausnutzen, ist offensichtlich. Der Nutzer bezahlt hier mit seinen Daten.

### Verwandte Techniken
Vergleichbare Ansätze fanden sich in den 90er Jahren unter dem Begriff „Management Cockpit“. Ziel war, Entscheidern möglichst relevante Information und Kennzahlen übersichtlich und aktuell auf einer Übersichtstafel (Bildschirm) für die Unternehmensführung zu präsentieren. Dabei kamen neben statisch zusammengestellten Übersichten und Grafiken zunehmend auch durch Hypertext verknüpfte Informationsquellen zur Anwendung. Heutige „Lagezentren“ bei Netzbetreibern oder Sicherheitsfirmen stellen deren aktuelle Entwicklung dar.

### Weitere Abgrenzung
Der Shared Space ist ein Raumkonzept für das städtische Leben und ähnelt durch die gemeinsame Präsenz vieler verschiedener Objekte, Individuen und Prozesse einem SIS für physikalische Objekte.
Der Begriff Cyberspace beschreibt einen gebräuchlichen Begriff für alle Mittel des Internets und diesbezügliche Umgangsformen und -kulturen. Im Gegensatz dazu bezieht sich der SIS auf Informationen und deren Integration sowie hierauf sich stützende Kollaboration mit dem Ziel neuer Information und erweitertem Wissen.
Ein Informationsraum stellt zunächst einen physikalischen Raum zur Information der Betrachter dar (bspw. im Museum Kalkriese etc.). Bezogen auf IT-Systeme wird der Begriff Informationsraum für den vom jeweiligen System abgedeckten und unterstützen Informationsumfang gebraucht. Ein SIS erlaubt die Integration solcher Teilräume von einzelnen Systemen und führt mehrere Räume über seine Informationsmanagementmethode mit einer semantischen Ordnung zusammen, in dem die Information der Systeme erreichbar wird (URL) oder Systeme weitgehend aufgehen und darüber hinaus mit bereits bekannter Information zu Mehrwert verknüpft werden.
Im Bereich Kommunikation ist Deep Space abzugrenzen.